# ناتاشا ليجيرو
ناتاشا ليجيرو (بالإنجليزية: Natasha Leggero)‏ ممثلة وكوميدية أمريكية ولدت في 26 مارس 1974 لها عدة عروض ستاند أب كوميدي على التلفزيون و عروض في عرض الليلىة مع جون لينو و غيره من العروض و ضهرت في كوميدي سنترال ، حالياً تقوم ببطولة مع ريكي لندهوم على كوميدي سنترال في مسلسل فترة أخرى .

## السيرة السينمائية
| السنة | العنوان                 | الدور             | ملاحظات  |
| ----- | ----------------------- | ----------------- | -------- |
| 2007  | The Exorcist Chronicles | Leah              |          |
| 2009  | هو ليس معجبا بك فحسب    | Amber Gnech       |          |
| 2013  | Dealin' with Idiots     | Tipsy Jessica     |          |
| 2014  | جيران                   | Street Prostitute |          |
| 2014  | فلنصبح رجال شرطة        | Annie             |          |
| 2015  | The Breakup Girl        | Kim               |          |
| 2015  | A Better You            | Tamara            | Upcoming |

## روابط خارجية
- ناتاشا ليجيرو على موقع IMDb (الإنجليزية)
- ناتاشا ليجيرو على موقع ألو سيني (الفرنسية)
- ناتاشا ليجيرو على موقع ميوزك برينز (الإنجليزية)
- ناتاشا ليجيرو على موقع أول موفي (الإنجليزية)
- ناتاشا ليجيرو على موقع ديسكوغز (الإنجليزية)
- ناتاشا ليجيرو على موقع قاعدة بيانات الفيلم (الإنجليزية)
- ناتاشا ليجيرو على موقع كينوبويسك (الروسية)